# Master KG
Kgaogelo Moagi, professioneel bekend als Master KG (Calais, Limpopo, 31 januari 1996) is een Zuid-Afrikaanse zanger en muziekproducent. Voor zijn album Skeleton Move ontving hij in 2018 een AFRIMMA Award in de categorie "Beste artiest/groep in de Afrikaanse electromuziek". In 2020 scoorde hij een internationale hit met "Jerusalema", ingezongen door Nomcebo Zikode.

## Carrière
Master KG groeide op in het dorp Calais in de Zuid-Afrikaanse provincie Limpopo. Op dertienjarige leeftijd begon hij met het schrijven van beats op een computer die zijn overleden oom aan hem gaf.
Master KG neemt nummers op in de taal Khelobedu, gesproken door de Zuid-Afrikaanse etnische groep Lobedu. Zijn muziekcarrière begon toen hij ging experimenteren met muzieksoftware nadat hij DJ Maebela ontmoette. In 2016 bracht hij zijn eerste single "Situation" uit. Later tekende hij zijn eerste platencontract bij Open Mic Productions, waarna hij in 2018 zijn debuutalbum Skeleton Move uitbracht.
In december 2019 bracht Master KG de single "Jerusalema" uit, ingezongen door Nomcebo Zikode. Halverwege 2020 werd de single opgepikt door internationale media en ging het viral online. Hierdoor kwam het wereldwijd in de hitlijsten terecht en maakte Burna Boy een remix van het nummer. Ook vormde het de inspiratie voor de Jerusalema Challenge, waarin men vrienden uitdaagt om een dans op het nummer te doen. De single werd een nummer 1-hit in onder meer Nederland, België, Hongarije en Zwitserland, en kwam in de top 10 in onder meer Duitsland, Frankrijk, Italië, Oostenrijk en Spanje. Het album Jerusalema, waarop Master KG samenwerkt met een groot aantal Afrikaanse artiesten, bereikte in 2020 ook een aantal hitlijsten.

## Discografie

### Albums
| Album met eventuele hitnotering(en) in de Nederlandse Album Top 100 | Datum van verschijnen | Datum van binnenkomst | Hoogste positie | Aantal weken | Opmerkingen |
| ------------------------------------------------------------------- | --------------------- | --------------------- | --------------- | ------------ | ----------- |
| Jerusalema                                                          | 24-01-2020            | 22-08-2020            | 10*             | 19*          |             |

| Album met hitnotering(en) in de Vlaamse Ultratop 200 albums | Datum van verschijnen | Datum van binnenkomst | Hoogste positie | Aantal weken | Opmerkingen |
| ----------------------------------------------------------- | --------------------- | --------------------- | --------------- | ------------ | ----------- |
| Jerusalema                                                  | 24-01-2020            | 22-08-2020            | 35              | 13           |             |

### Singles
| Single met eventuele hitnotering(en) in de Nederlandse Top 40 | Datum van verschijnen | Datum van binnenkomst | Hoogste positie | Aantal weken | Opmerkingen                                            |
| ------------------------------------------------------------- | --------------------- | --------------------- | --------------- | ------------ | ------------------------------------------------------ |
| Jerusalema                                                    | 29-11-2019            | 22-08-2020            | 1(5wk)          | 27           | Alarmschijf / met Nomcebo / Nr. 2 in de Single Top 100 |
| Shine your light                                              | 2021                  | 29-05-2021            | tip30*          |              | met David Guetta & Akon                                |

| Single met hitnotering(en) in de Vlaamse Ultratop 50 | Datum van verschijnen | Datum van binnenkomst | Hoogste positie | Aantal weken | Opmerkingen |
| ---------------------------------------------------- | --------------------- | --------------------- | --------------- | ------------ | ----------- |
| Jerusalema                                           | 29-11-2019            | 08-08-2020            | 1(10wk)         | 29           | met Nomcebo |

### NPO Radio 2 Top 2000
| Nummer met noteringen in de NPO Radio 2 Top 2000 | '20  | '21  |
| ------------------------------------------------ | ---- | ---- |
| Jerusalema (met Nomcebo Zikode)                  | 1536 | 1709 |

1. ↑  Een vetgedrukt getal geeft de hoogste notering aan.
2. ↑  2020 was het eerste jaar met een notering voor dit nummer.
3. ↑  Deze tabel is bijgewerkt tot en met de laatste editie (2024).

- Bibliothèque nationale de France: cb17912121m (data)
- Gemeinsame Normdatei: 121621641X
- MusicBrainz: b2a3cd7c-19dd-419e-b2e8-c1e2f8b3dff4
- Système universitaire de documentation: 254932657
- Virtual International Authority File: 7941159820924214000000